# Gare de Saint-Germain-en-Laye-Bel-Air - Fourqueux
Gare de Saint-Germain-en-Laye-Bel-Air - Fourqueux vasútállomás Franciaországban, Saint-Germain-en-Laye településen.

## Vasútvonalak
Az állomást az alábbi vasútvonalak érintik:
- Grande Ceinture line

## Kapcsolódó állomások
A vasútállomáshoz az alábbi állomások vannak a legközelebb:
- Gare de Saint-Germain-en-Laye-Grande-Ceinture
- Gare de Mareil-Marly